# Aranyhomlokú afropapagáj
Az aranyhomlokú afropapagáj (Poicephalus flavifrons), korábban sárgahomlokú papagáj, a madarak osztályának papagájalakúak (Psittaciformes) rendjébe, a papagájfélék (Psittacidae) családjába tartozó faj.

## Rendszerezése
A fajt Eduard Rüppell német természettudós írta le 1845-ben, a Pionus nembe Pionus flavifrons néven.

## Előfordulása
Kelet-Afrikában, Etiópia területén honos. Természetes élőhelyei a szubtrópusi vagy trópusi síkvidéki és hegyi esőerdők, szavannák, valamint vidéki kertek és városi régiók. Állandó, nem vonuló faj.

## Megjelenése
Testhossza 28 centiméter, testtömege 140–205 gramm. A madár tollruhája zöld, a homloka és fejének egy része sárga.

## Természetvédelmi helyzete
Az elterjedési területe nagyon nagy, egyedszáma pedig stabil. A Természetvédelmi Világszövetség Vörös listáján nem fenyegetett fajként szerepel.